# Idaea perversata
Idaea perversata là một loài bướm đêm trong họ Geometridae.